# Jacopo Vignola
Jacopo (o Giacomo) Barozzi (Vignola, 1 de octubre de 1507jul.-Roma, 7 de julio de 1573jul.), conocido como Jacopo Barozzi de Vignola o, más común y simplemente como Vignola, por haber nacido en esta ciudad italiana próxima a Módena, fue un destacado arquitecto y tratadista del Renacimiento italiano, autor de la Regola delli cinque ordine d’architettura. A menudo se le considera el arquitecto más importante de Roma en la época manierista.

## Biografía
Estudió pintura y arquitectura en Bolonia. Inició su formación como pintor y llegó a la arquitectura a través del estudio de la Antigüedad, siendo ayudante de Peruzzi. Influido por Leon Battista Alberti y por Antonio da Sangallo así como por la tradición renacentista, fue el máximo exponente del periodo de transición del renacimiento al Barroco, considerándosele manierista.
Tras una primera etapa profesional como arquitecto en la ciudad de Bolonia, se estableció en Roma a partir de 1530. Trabajó en el Vaticano con Peruzzi, y Sangallo el Joven, reconstruyendo algunos monumentos y convirtiéndose en secretario de la Academia Vitruviana, y en el arquitecto principal de dicha ciudad después de la muerte de Miguel Ángel. Fue el arquitecto de los Farnesio y participó en el proyecto de Villa Julia en 1550 en colaboración con Giorgio Vasari y Bartolomeo Ammannati y de la Villa Farnesia en Caprarola —cerca de Viterbo—, en 1559. Se trata de un edificio de planta pentagonal y patio interior circular, donde creó un conjunto en el que se combina la construcción de edificios con el diseño de jardines. Proyectó las fachadas un tanto austeras, el elegante patio interior circular, así como la ingeniosa distribución de las habitaciones.
Discípulo de Miguel Ángel, le sucede tras su muerte en las obras de la basílica de San Pedro en Roma, añadiendo las pequeñas cúpulas laterales.
Vignola proyectó el nuevo modelo de iglesia inspirado tanto en los ideales de la Contrarreforma como en el espíritu de las nuevas órdenes religiosas. Este modelo fue la iglesia del Gesù, de Roma, el enclave fundamental de los jesuitas, un proyecto que fue adoptado por la inmensa mayoría de los países católicos. Esta iglesia, es de una sola nave de casi dieciocho metros de luz cubierta por bóveda de cañón sobre pilastras pareadas e iluminada por lunetos abiertos en la propia bóveda. El transepto no sobresale lateralmente. La planta que debe algo a la de San Andrés de Alberti en Mantua, es una combinación de la planta central típica del Renacimiento y de la longitudinal de la Edad Media. Las naves laterales son reemplazadas por capillas abiertas y diversos recursos, como por ejemplo la iluminación y la disposición de las pilastras de la nave, dirigen la atención hacia el altar mayor.
Escribió el Tratado de los cinco órdenes de la Arquitectura. Publicado en 1562 y considerado uno de los grandes tratados de arquitectura del siglo xvi, ha sido objeto de traducción a numerosos idiomas y ha constituido un auténtico vademécum para estudiosos y proyectistas de edificios de estilo clásico. Compendia los cinco órdenes arquitectónicos diseccionados en todas sus partes, perfectamente modulados y trazados. Se basa en la obra de Vitruvio y en las construcciones romanas que él mismo pudo estudiar. Interpretación modular de los órdenes arquitectónicos que a causa de su vigorosa interpretación gozó de una inmensa popularidad. Se convirtió en el abecedario de los arquitectos de esa época y de varias generaciones posteriores, consolidándose como uno de los libros de texto sobre arquitectura más importantes jamás escrito, siendo transcrito a otros idiomas en el año de 1889.
En 1973, sus restos mortales fueron trasladados al Panteón de Agripa, en Roma.

## Obras

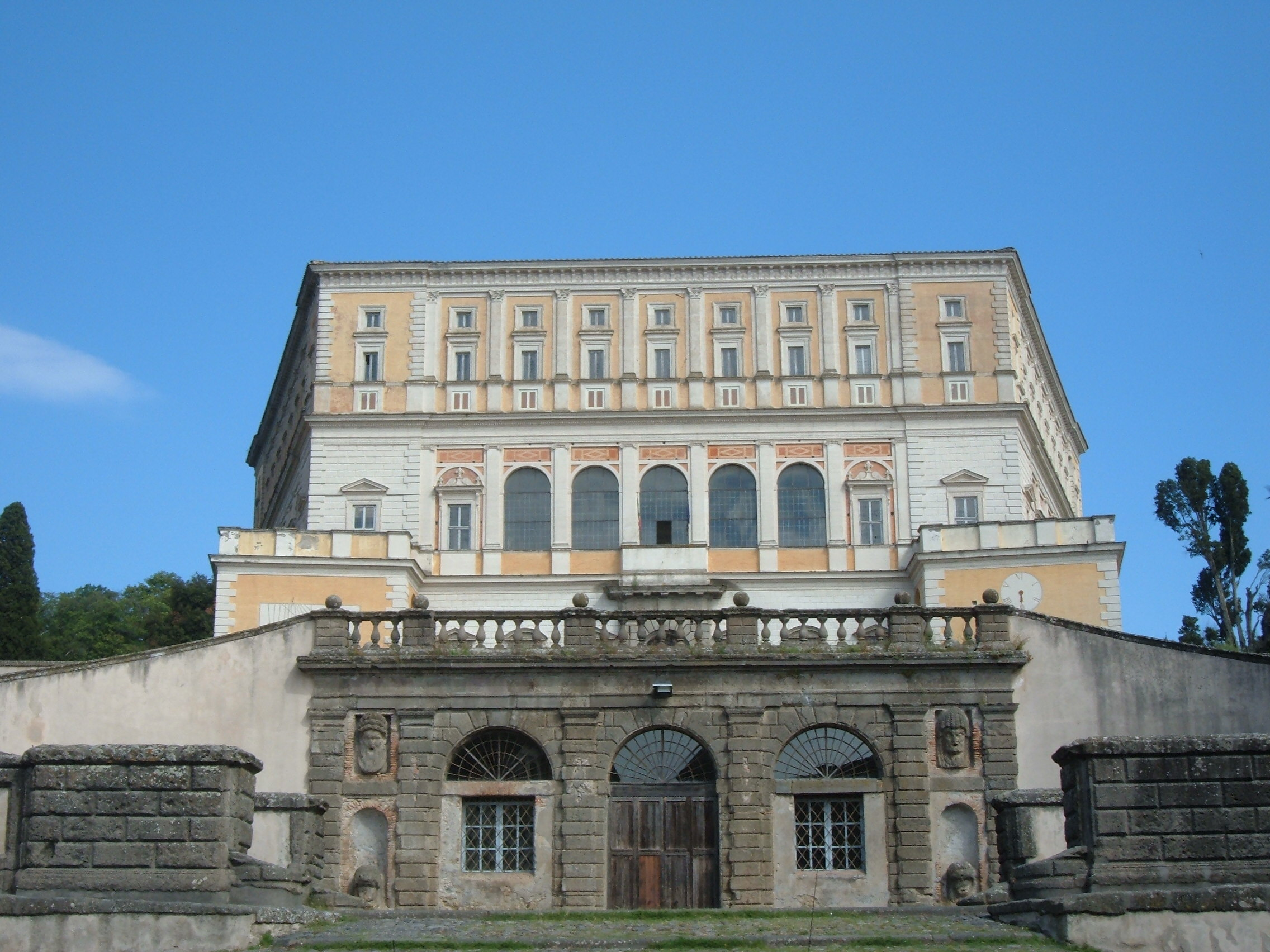
Villa Farnesio (Caprarola)

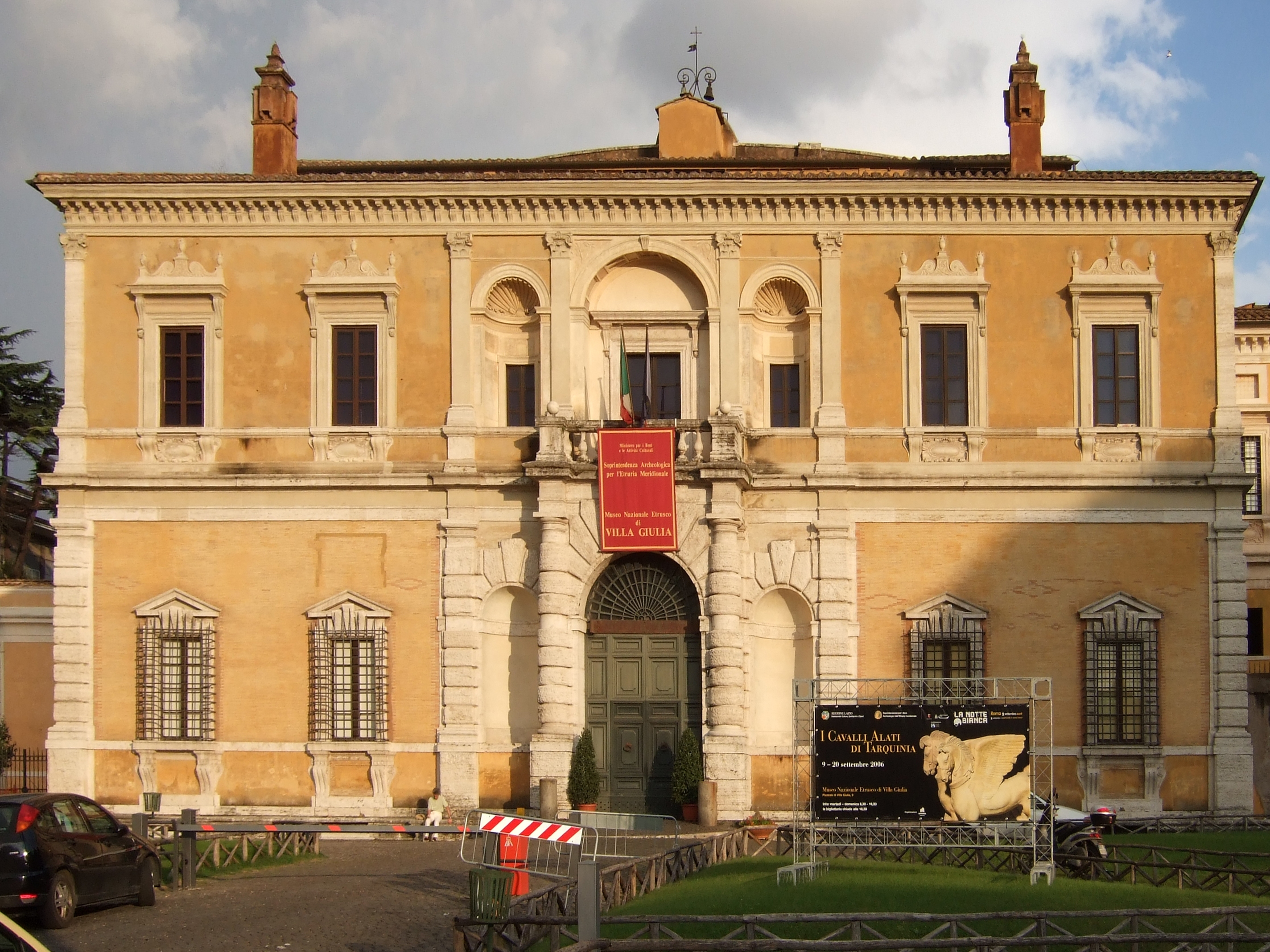
Villa Giulia, Roma

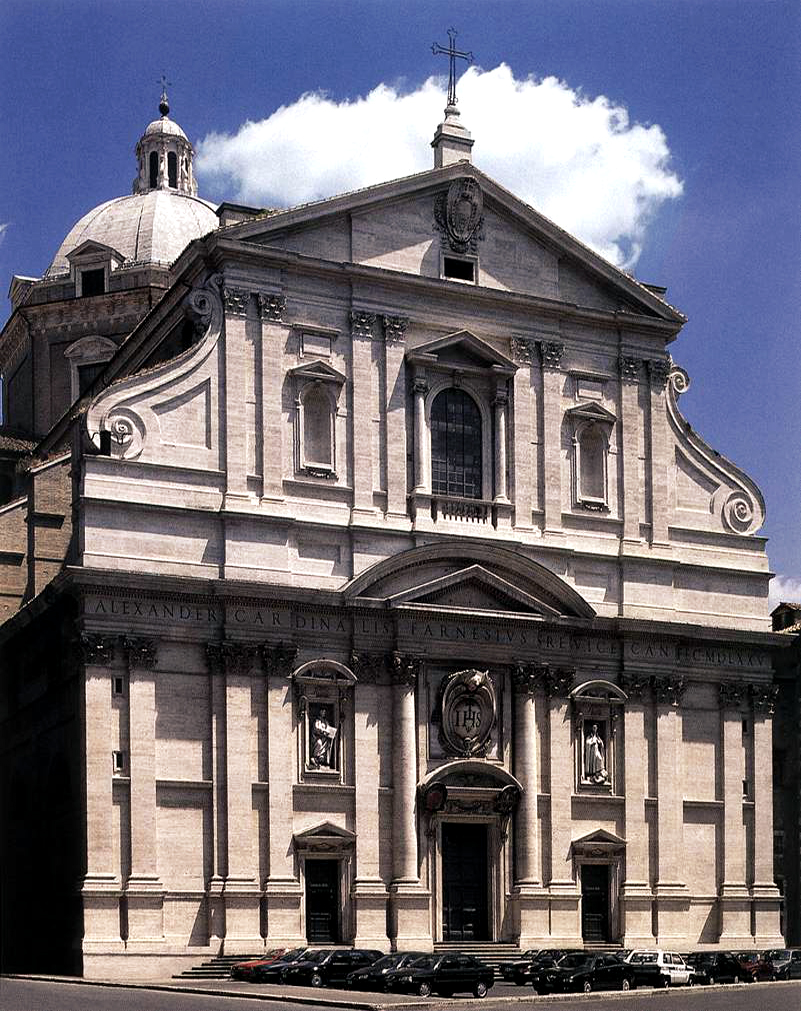
Iglesia del Gesù, Roma

### Obra arquitectónica
- 1538–1545: Palacio Boncompagni, después Benelli (Vignola, Bolonia).
- 1545: Proyecto para la fachada de la Iglesia de San Petronio.
- 1545: Palazzo Bocchi (Bolonia)
- 1550: Villa Giulia, realizada por el papa Julio III del Monte, y con intervenciones sucesivas de Vasari y de Ammannati. Proyectada, a la manera manierista, como una secuencia de espacios dispuestos en niveles diferentes no visibles al mismo tiempo.
- 1565–1568:  Fachada del Palacio de los Bancos (Bolonia);
- Basílica de San Pedro en el Vaticano, asumió el papel de arquitecto principal después de la muerte de Michelangelo Buonarroti.
- 1566: Villa Gambara, después Lante, en Bagnaia, con dos pabellones gemelos insertos en un jardín a la italiana;
- 1559-1573: Palacio Farnesio (Caprarola). Se había iniciado siguiendo una planta pentagonal. Proyectó las fachadas, el patio interior circular y la ingeniosa distribución de las habitaciones;
- 1570: Proyecto de la Iglesia de Sant'Anna dei Palafrenieri, la planta y la cúpula oval inserta en un rectángulo, realizadas por su hijo Giacinto Barozzi, con una planta utilizada sucesivamente por muchos arquitectos barrocos;
- 1568: Iglesia del Gesù (Roma). Para esta iglesia, Vignola proyectó un edificio de planta basilical, de cruz latina, de una sola nave con capillas laterales, para que se pudieran celebrar simultáneamente varias misas, y en el que el espíritu misionero quedaba reflejado por la situación teatral de un púlpito a la altura de la intersección de la nave central en el crucero, de manera que el predicador pudiera dominar todo el escenario de la asamblea de los fieles. La fachada es de Giacomo della Porta, mientras la decoración interna pertenece a la época barroca;
- 1552–1554: Iglesia de San Andrés en via Flaminia (Roma), con cúpula y tambor de forma oval sobre planta rectangular. Primera vez que se emplea la forma oval en arquitectura religiosa;
- Trabajos en la Basílica de Nuestra Señora de los Ángeles (Assisi);
- 1576–1578: Iglesia de Santa Maria dell'Orto (Roma); solo la fachada es de Vignola;
- Piazza Umberto I y Fontana delle Picche en Oriolo Romano;
- 1558–1568: Palazzo Farnese (Piacenza) iniciado según proyecto de Francesco Paciotto; Vignola reproyectó completamente el palazzo, que no fue después completado;
- Roma: Orti Farnesiani al Palatino;
- Palazzo Contrari Boncompagni, Vignola.

### Otras obras en el Lazio[2]
- Bomarzo: Templo en el Parque de los Monstruos.
- Capranica: Iglesia de la Madonna del Piano;
- Caprarola: Iglesia de San Marco, Ospedale di San Giovanni, Palazzo Pazziello e Palazzo Maviani;
- Collevecchio: Palacio Pistolini
- Fara in Sabina: Trabajos en la Abadía de Farfa consistente en una fuente y un mólino;
- Fara in Sabina: Tabernáculo de Sant'Antonio Martire
- Gallese: Palacio Ducal
- Grotte di Castro: Palazzo comunale (proyecto), alterado enseguida (1568);
- Isola Bisentina: Iglesia de los Santos Giacomo y Cristoforo (Isla Bisentina), realizzata dall'allievo Antonio Garzoni da Viggiù (1562);
- Isla Farnesio: Castello en isla Farnesio;
- Latera: Palazzo Farnese, 1550.
- Monte Porzio Catone: Villa Mondragone
- Nepi: Acueducto de Nepi.
- Nepi: Trabajos en el Monasterio de San Domenico. Incluyendo obras hidráulicas;
- Oriolo Romano:  Palazzo Altieri.
- Rieti: Palacio del Seminario, ottenuto dalla trasformazione di preesistenze;
- Rieti: Iglesia de Sant'Antonio Abate;
- Roma: Palazzo Farnese (Roma).
- Roma: Porta del Popolo.
- Roma: Palazzo Firenze (patio).
- Roma: Iglesia de Santa Maria Scala Coeli con Giacomo della Porta.
- Roma: Iglesia de Santa Caterina dei Funari, capilla Ricci.
- Roma: Trabajos en San Lorenzo in Damaso y portal de la Cancelleria;
- Roma: Iglesia de Santa Maria in Transpontina;
- Roma: Palacio Borghese , obra continuada por Martino Longhi,  Flaminio Ponzio, Carlo Maderno, Giovanni Vasanzio y Carlo Rinaldi, 1560/1561.
- Roma: Palacio del Vignola en Piazza Navona.
- Roma: Edificio Spada;
- Roma: Iglesia di Santa Maria dell'Orto , (1576 - 78); sólo la fachada es de Vignola, fachada después completada por Francesco Capriani da Volterra (1568).
- Roma: Universidad Pontificia "San Tommaso d'Aquino".
- Poli: Villa Catena, no está clara la parte atribuible a Vignola;
- Sant'Oreste sul Soratte: Palazzo Caccia Canali.
- Sant'Oreste sul Soratte: Palacio Franciosoni; de antigua atribución y escuela Vignolesca.
- Sant'Oreste sul Soratte: Iglesia de San Lorenzo, la realizzazione non fu seguita dal Vignola e rispecchia solo in parte il progetto originario.
- Soriano nel Cimino: Palacio Albani.
- Vejano: Sacello funerario dei Santacroce; capilla posta al centro del borgo medievale, di attribuzione incerta
- Vallerano: Iglesia de la Virgen del Ruscello.
- Velletri: Palazzo comunale; con Giacomo della Porta
- Vetralla: Porta Romana, de atribución incierta.
- Vignanello: Castello Ruspoli.
- Viterbo: Fuente en Piazza della Rocca; encargado por los Farnesio.
- Viterbo: Porta Faulle y fuente de Piazza della Rocca; su committenza dei Farnese

### Otras Obras
- Escalera en el Palazzo Isolani, Bolonia.
- Palacio Bufalini (1562), Città di Castello.
- Palacio Nobili-Tarugi, Montepulciano.
- Palacio del Giardino, Parma.
- Rocca di San Giorgio, San Giorgio Piacentino.
- Templo de Santa Maria della Consolazione, Todi.
- 1554: La Castellina (Norcia);

### Obra teórica

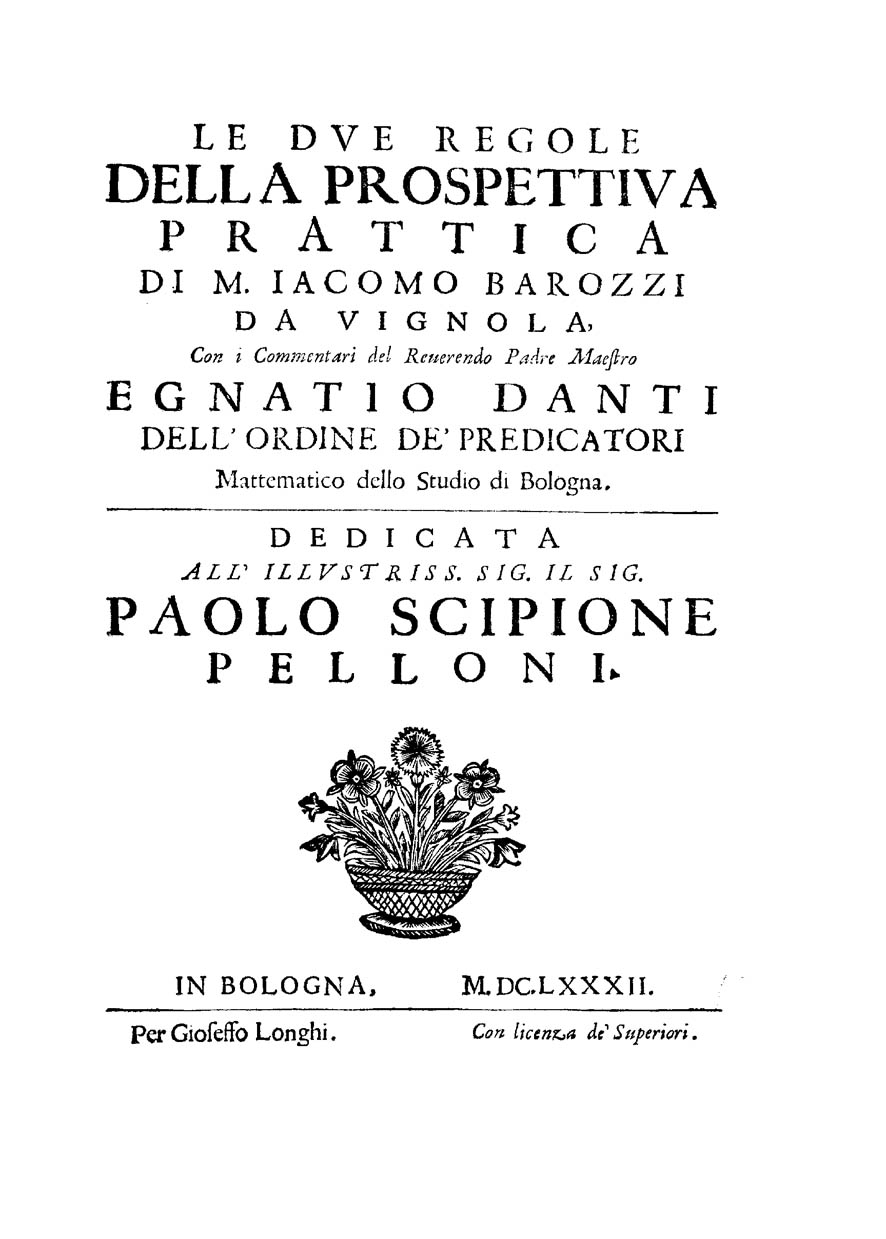
Le due regole della prospettiva prattica, 1682

- Regola delli cinque ordini d’architettura, Roma (1562): la obra consta exclusivamente de grabados en cobre y los comentarios están integrados en los grabados, es el texto más divulgado en arcquitectura.[3]
- Le due regole della prospettiva pratica, Roma (1583): publicado después de la muerte de Vignola por Ignazio Danti, quien incluye en el prefacio una biografía del arquitecto.